# Liassine Cadamuro
Liassine Cadamuro-Bentaïba (* 5. März 1988 in Toulouse) ist ein französisch-algerischer Fußballspieler.

## Karriere

### Verein
Liassine Cadamuro-Bentaïba wurde als Sohn eines Italieners und einer Algerierin in Frankreich geboren und spielte in der Jugend für den FC Sochaux. Bereits vor dem Ende seiner U-19-Zeit wurde er 2005/06 und 2006/07 jeweils zweimal in der B-Mannschaft des Fußballclubs in der vierten Liga.  Anschließend wurde er fest in das B-Team übernommen, aber weder schaffte er den Sprung in die Profimannschaft des Vereins, noch konnte er sich als Stammspieler etablieren.
Deshalb folgte 2008 der Wechsel nach Spanien zu Real Sociedad San Sebastián. Dort bekam Cadamuro einen Stammplatz in der Drittligamannschaft der Basken, den er auch nach dem Abstieg in die Viertklassigkeit behielt. 2010 folgte der sofortige Wiederaufstieg und nach einem weiteren Jahr in der B-Mannschaft wurde er mit 23 Jahren in den Kader der ersten Mannschaft aufgenommen. Am dritten Spieltag der Saison 2011/12 gab er sein Debüt in der Primera División, als er in der Partie gegen den FC Barcelona in der 69. Minute eingewechselt wurde (Endergebnis 2:2). Sein Startelfdebüt gab er gegen den zweiten großen spanischen Verein Real Madrid am 11. Spieltag. 19 Ligaspiele wurden es in dieser Saison, zehn davon über 90 Minuten, die er als linker Verteidiger bestritt. Im Jahr darauf kostete ihn eine längerwierige Knöchelverletzung fast die komplette Vorrunde. Auch die Rückrunde verlief nicht ohne Probleme, so dass er erst gegen Saisonende noch zu längeren Einsätzen kam.
In der Saison 2013/14 wurde der Abwehrallrounder dann in der Innenverteidigung beziehungsweise hinten rechts eingesetzt. Zwar bestritt er drei der ersten sechs Saisonspiele über die volle Spielzeit und gab auch sein Debüt in der Champions League, fand dann aber bis zur Winterpause kaum noch Berücksichtigung. Für die Rückrunde wurde er an den Zweitligisten RCD Mallorca ausgeliehen.  Für den Verein von der Baleareninsel sprang er anfangs in der Innenverteidigung ein, verlor dann aber verletzungsbedingt seinen Stammplatz. Insgesamt acht Mal spielte er für Mallorca.
Im August 2014 wechselte Cadamuro auf Leihbasis zum CA Osasuna. Bei San Sebastian wurde sein Vertrag nach dieser Leihe nicht mehr verlängert und so war er ab Mitte 2015 ohne Verein. Am 9. Februar 2016 gab dann der zu dieser Zeit drittklassige Traditionsverein Servette FC Genève die Verpflichtung Cadamuros bekannt. Er erhielt einen halbjährigen Vertrag mit automatischer zweijähriger Verlängerung im Falle eines Aufstiegs. Bereits ein Jahr später wurde er zu Olympique Nîmes transferiert. Dann spielte er jeweils ein halbes Jahr für Gimnàstic de Tarragona und CS Concordia Chiajna. Die zweite Hälfte des Jahres 2019 war er vereinslos und seit Januar 2020 steht er bei Volos NFC in Griechenland unter Vertrag.

### Nationalmannschaft
Mit dem Aufstieg in die erste spanische Liga rückte Liassine Cadamuro-Bentaïba auch in den Fokus des algerischen Nationaltrainers, da er auch einen algerischen Pass besitzt. Nachdem er im Januar 2012 von Nationaltrainer Vahid Halilhodzic persönlich beobachtet wurde, folgte kurz darauf eine Einladung zum Qualifikationsspiel am 29. Februar 2012 gegen Gambia, bei dem Cadamuro schließlich auch sein Debüt gab. Darauffolgend bestritt er noch zwei weitere Spiele in der Qualifikation für den Afrika-Cup 2013. Sie endete erfolgreich und Cadamuro bestritt in Südafrika sein erstes Turnier im Nationaltrikot. Er spielte aber nur im ersten Spiel und nach den drei Vorrundenspielen war Algerien ausgeschieden.
Im Rest des Jahres wurde er dann nicht mehr im Nationalteam eingesetzt. Erst im Vorfeld der Fußball-Weltmeisterschaft 2014, für die sich Algerien qualifiziert hatte, wurde er wieder probeweise für zwei Freundschaftsspiele zurückgeholt, in denen er als Innenverteidiger eingesetzt wurde. Anfang Juni wurde er in den 23-Mann-Kader für die WM aufgenommen.

## Sonstiges
Seit 2016 ist er mit der ehemaligen französischen Nationalspielerin Louisa Nécib verheiratet.